# Виарумус
Виарумус (Imandi, Mandi) — язык торричелли, на котором говорят на побережье к юго-востоку от города Вевак, в деревне Манди провинции Восточный Сепик в Папуа — Новой Гвинее. Язык виарумус использует население старше 60 лет, его понимают носители средних лет, но они говорят только несколько фраз, а молодёжь этот язык вообще не понимает. В очень немногих деревнях, где живут носители виарумус, также[прояснить] заинтересовались в возрождении языка.